# Григорьев, Игорь Алексеевич (хоккеист)
Игорь Алексеевич Григорьев (14 октября 1947 — 19 сентября 1997) — советский хоккеист, крайний нападающий. Мастер спорта СССР.

## Биография
В 1963 году Игорь Григорьев начинал играть в хоккей в ленинградской команде «Динамо».
В 1964—1966 годах играл за молодёжную команду СКА под руководством Олега Сивкова. В 1966 году был признан лучшим нападающим молодёжного первенства СССР.
Лучший молододой спортсмен Ленинграда, обладатель памятного приза «Дебютант—67».
В 1964—1974 годах выступал за команду СКА (Ленинград). Его партнёрами по тройке нападения в разные годы были Сергей Солодухин, Пётр Андреев. В составе команды СКА Григорьев один раз, в 1971 году, был бронзовым призёром чемпионата СССР по хоккею — это были первые медали ленинградской команды за всю историю чемпионатов. Всего в чемпионатах СССР Григорьев провёл 293 матча, забросив 132 шайбы (по другим данным, 104 шайбы в 253 матчах).
Трижды подряд, по итогам сезонов 1966/1967, 1967/1968, 1968/1969, включался в списки лучших хоккеистов СССР ("Список 34-х").
Играл в составе молодёжной сборной СССР на проводившемся в Стокгольме в конце декабря 1966 — начале января 1967 годов Кубке Ахерна.
В 1970 и 1971 годах, в составе СКА, стал обладателем Кубка Шпенглера. В 1970 году, набрав 10 очков (5+5) стал лучшим бомбардиром турнира.
В составе сборной СССР Григорьев дебютировал в декабре 1967 года на Международном хоккейном турнире, матчи которого проходили в Москве, Ленинграде и Воскресенске. Победила первая сборная СССР, за которую Григорьев сыграл в трёх матчах (против команд Канады, Польши и сборной СССР II), забросив одну шайбу. На этом турнире его партнёрами по тройке нападения были ленинградский армеец Игорь Щурков и московский армеец Борис Михайлов. По окончании турнира Игорь Григорьев был награждён призом ЦК ВЛКСМ как самый молодой игрок турнира. Через два года в составе сборной СССР Григорьев стал победителем турнира на призы газеты «Известия» 1969 года, приняв участие в трёх матчах (против команд ГДР, Финляндии и Чехословакии) и забросив одну шайбу. Кроме этого, в декабре 1969 года Григорьев участвовал в пяти товарищеских матчах сборной СССР против команды Канады, в которых он забросил одну шайбу. Всего за сборную СССР Григорьев провёл 10 матчей, в которых им было заброшено 4 шайбы (по другим данным 16 матчей, 5 заброшенных шайб).
После окончания игровой карьеры Игорь Григорьев работал тренером, затем — ледоваром на стадионе СКА. Скончался 19 сентября 1997 года (по другим данным — в 1996 году). Похоронен на Серафимовском кладбище в Санкт-Петербурге.
29 октября 2004 года Игорь Григорьев был введён в Галерею славы хоккейного клуба СКА. Штандарт с его портретом и номером 19, под которым он играл в СКА, поднят под своды Ледового дворца в Санкт-Петербурге.

## Достижения
- Победитель Международного хоккейного турнира (в составе сборной СССР) — 1967[1].
- Победитель турнира на призы газеты «Известия» (в составе сборной СССР) — 1969[1].
- Второй призёр Международного хоккейного турнира (в составе сборной СССР II) — 1968[18].
- Бронзовый призёр чемпионата СССР — 1971[1].
- Финалист Кубка СССР — 1968, 1971[1].
- Обладатель Кубка Шпенглера — 1970, 1971[17].
- Финалист международного турнира на призы газеты «Советский спорт» — 1971[19].
- Победитель первенства Вооружённых Сил СССР — 1967[20].
- Серебряный призёр первенства Вооружённых Сил СССР — 1970[21].